# Родионов, Михаил Александрович
Михаи́л Алекса́ндрович Родио́нов (1918 — 3 июня 1942) — советский военнослужащий, участник Великой Отечественной войны, командир звена 562-го истребительного авиационного полка 6-го истребительного авиационного корпуса ПВО Московского фронта противовоздушной обороны, младший лейтенант. Герой Советского Союза.

## Биография
Родился в 1918 году в деревне Песочное Богородского района Нижегородской области в крестьянской семье. Окончил 7 классов, школу ФЗУ и аэроклуб.
В Красной Армии с 1938 года. Окончил Энгельсскую военную авиационную школу пилотов в 1939 году.
Участник советско-финской войны 1939—1940 годов.
На фронтах Великой Отечественной войны с июня 1941 года. Младший лейтенант Родионов М. А. произвёл 242 боевых вылета, в воздушных боях сбил 5 вражеских самолётов. 16 января 1942 года над Москвой сбил по ошибке Як-1 С. А. Микояна.
Погиб 3 июня 1942 года при попытке посадить повреждённый самолёт после совершённого двойного воздушного тарана немецкого бомбардировщика Ju.88.
Похоронен близ деревни Новые Лужи Химкинского района Московской области, которой ныне не существует, а на её месте построена улица Родионова в городе Химки Московской области. 6 мая 2007 года прах Михаила Родионова и его боевых побратимов — лейтенантов Бориса Бородавкина и Ивана Честякова, лётчика-истребителя Алексея Левина, красноармейцев Сергея Максимова и Ивана Пупычкина торжественно перезахоронен на Аллее Героев Новолужинского кладбища в городе Химки.
Звание Героя Советского Союза Родионову Михаилу Александровичу присвоено посмертно указом Президиума Верховного Совета СССР от 14 февраля 1943 года за таран самолёта противника.
Награждён орденами Ленина, Красного Знамени. Навечно был зачислен в списки воинской части. В городе Богородск на Аллее Героев установлен бюст М. А. Родионова, в городе Химки — памятник, в деревне Песочное на доме, где он родился и жил, — мемориальная доска. Его именем названы улицы в деревне Песочное и в городе Химки. В Москве в районе Куркино в честь лётчика названа Родионовская улица.